# 米拉克·克里什托夫
米拉克·克里什托夫（匈牙利語：Milák Kristóf，2000年2月20日—）生于布达佩斯，是一名匈牙利游泳运动员。

## 生平
米拉克在布达佩斯周边的埃尔德就读小学和中学。他曾在2017年世界游泳锦标赛上获得男子100米蝶泳银牌，他的决赛成绩打破了世界青年纪录和国家纪录。之后他获得了2017年度匈牙利年度最佳男子青少年运动员奖。2018年，他在欧洲游泳锦标赛男子200米蝶泳决赛上击败队友肯代赖希·陶马什获得该项目金牌，他的决赛成绩1分52秒79打破了锦标赛纪录。2022年6月，克里什托夫在2022年世界游泳錦標賽200蝶決賽，以1分50秒34創下世界紀錄。